# Olof Forssell (läkare)

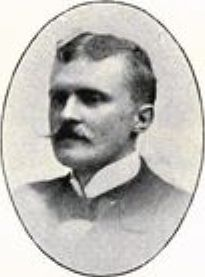
Olof Forssell.

Olof Hansson Forssell, född 18 juni 1868 i Stockholm, död 1935, var en svensk läkare. Han var son till Hans Forssell.
Forssell blev student vid Uppsala universitet 1885, medicine kandidat vid Karolinska institutet i Stockholm 1890, medicine licentiat där 1895 och medicine doktor 1902 i Uppsala. Han var underläkare vid Gävle länslasarett 1895–96 och praktiserande läkare i Stockholm från 1897. Han var även intendent vid Lyckornas havsbad i Göteborgs och Bohus län 1902 och 1903 samt 1912–14, amanuens vid Sabbatsbergs sjukhus gynekologiska klinik 1904–05 och vid Allmänna barnbördshuset 1905–06, biträdande läkare vid barnbördshuset Pro Patria från 1906–13 och tillförordnad stadsläkare i Falun 1915–16. 
Utöver doktorsavhandlingen Bidrag till njurtuberkulosens diagnos (1902) skrev Forssell en rad artiklar i medicinska tidskrifter.